# Tuyên ngôn độc lập
Tuyên ngôn độc lập là văn bản tuyên bố sự độc lập của một quốc gia, thường ra đời để khẳng định chủ quyền của quốc gia vừa giành lại từ tay ngoại bang.

## Những tuyên ngôn độc lập trong lịch sử
Trong lịch sử, đã có những bản tuyên ngôn độc lập sau:

### A
- Tuyên ngôn Arbroath (1320) - Bản tuyên ngôn độc lập đầu tiên trong lịch sử, tuyên bố sự độc lập của Scotland từ Anh (England).
- Bản Tuyên ngôn Độc lập Argentine (1816).
- Bản Tuyên ngôn Độc lập Ấn Độ (1947) - Ấn Độ tuyên bố độc lập từ Vương quốc Liên hiệp Anh và Bắc Ireland.

### B
- Bản Tuyên ngôn Độc lập Bangladesh (1971) - Bangladesh (trước đó là Đông Pakistan) tuyên bố độc lập từ Pakistan.
- Bản Tuyên ngôn Độc lập Brasil (1822) - Brasil tuyên bố độc lập từ Bồ Đào Nha.

### C
- Bản Tuyên ngôn Độc lập Trung Mỹ (1821) - Ký bởi các quốc gia tại Trung Mỹ: Guatemala, El Salvador, Honduras, Nicaragua và Costa Rica.

### D
- Bản Tuyên ngôn Độc lập Cộng hòa Dominican (1844) - Cộng hòa Dominican tuyên bố độc lập từ Haiti.

### Đ
- Bản Tuyên ngôn Độc lập Đông Timor (1975) - Đông Timor (trước đó là Timor thuộc Bồ Đào Nha) tuyên bố độc lập từ Bồ Đào Nha. Tuyên bố này được nhiều quốc gia cộng sản và Thế giới thứ ba công nhận, nhưng không được công nhận bởi Úc, Bồ Đào Nha và Indonesia. Sau đó Indonesia chiếm Đông Timor.

### G
- Bản Tuyên ngôn Độc lập Guiné-Bissau (1973) - Guiné-Bissau (trước đó là Guiné thuộc Bồ Đào Nha) tuyên bố độc lập từ Bồ Đào Nha năm 1973.

### H
- Sắc lệnh Độc lập Haiti (1804) - Vào ngày 1 tháng 1 năm 1804, Jean Jacques Dessalines tuyên bố Haïti là một nước cộng hòa tự do.
- Bản Tuyên ngôn Độc lập Hoa Kỳ (1776) - Hoa Kỳ tuyên bố độc lập từ Đế quốc Anh.
- Bản Tuyên ngôn Độc lập Hungary (1849) - Hungary tuyên bố độc lập từ Đế quốc Áo. Nhưng ngay sau đó, với giúp đỡ của Nga, triều đình Áo đã đè bẹp cuộc cách mạng của Hungary.

### I
- Bản Tuyên ngôn Độc lập Iceland (1944) - Iceland tuyên bố độc lập từ Đan Mạch sau một cuộc trưng cầu dân ý.
- Bản Tuyên ngôn Độc lập Indonesia (1945) - Indonesia tuyên bố độc lập từ Hà Lan.

### V
- Bản Tuyên ngôn Độc lập Việt Nam (1945) - Việt Nam tuyên bố độc lập từ Pháp và Nhật.

## Những bản tuyên ngôn độc lập của Việt Nam
Sử học Việt Nam hiện nay coi là Việt Nam có cả thảy 3 bản tuyên ngôn độc lập:
1. Bài thơ Nam quốc sơn hà: là tác phẩm được sử dụng trong kháng chiến chống Tống lần thứ nhất (Lê Hoàn) và lần thứ 2 (Lý Thường Kiệt) nhằm mục đích khẳng định chủ quyền dân tộc, khích lệ ba quân tướng sĩ và uy hiếp tinh thần giặc Tống.
2. Bình Ngô đại cáo: Nguyễn Trãi viết Bình Ngô đại cáo thay lời Bình Định vương Lê Lợi năm Đinh Mùi (1427), tuyên bố bình định giặc Minh, giành lại độc lập cho dân tộc.
3. Bản tuyên ngôn độc lập do Hồ Chí Minh viết, sau đó đọc tại Quảng trường Ba Đình, Hà Nội, ngày 2 tháng 9 năm 1945, tuyên bố Việt Nam độc lập, thoát khỏi ách đô hộ của thực dân Pháp, phát xít Nhật, thành lập nước Việt Nam Dân chủ Cộng hòa.